# Azabache (novela)
Azabache (también Belleza Negra; título original, Black Beauty) es una novela de 1877 escrita por la inglesa Anna Sewell. Fue compuesta en los últimos años de su vida, durante los cuales estuvo confinada en casa por invalidez. La autora pudo ver el inmediato éxito que alcanzó su obra, pero murió sólo cinco meses después de su publicación. Azabache es uno de los libros ingleses más vendidos de todos los tiempos (cincuenta millones de ejemplares). Al educar acerca del bienestar de los animales, expone a la vez cómo tratar a la gente con amabilidad, simpatía y respeto.

## Acerca de la autora
Anna Sewell nació en Norfolk, y tenía un hermano llamado Philip, que era ingeniero de la construcción en Europa. A la edad de 14, Ana sufrió una caída mientras caminaba a casa desde la escuela en la lluvia, hiriéndose ambos tobillos. Debido al mal tratamiento de las lesiones, perdió la habilidad de caminar y permanecer en pie por el resto de su vida. Lisiada, Anna empezó a aprender sobre caballos, pasando muchas horas llevando a su padre hasta y desde la estación donde él se trasladaba para trabajar. Conducir el carruaje fomentó su respeto por los equinos. La hacienda local de Tracy Park, que ahora es un club de golf, se decía que fue la inspiración para el "Parque Birtwick" que se menciona en el libro. 

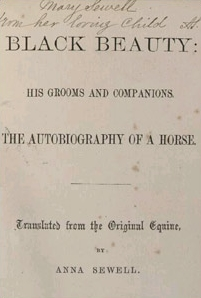
Este ejemplar de la primera edición fue dedicado por la autora a su madre. Se sometió a subasta en Christie's en junio del 2006.

Sewell empezó a escribir en su juventud cuando ayudaba con las ediciones de las obras de su madre, Mary Wright Sewell (1797–1884), una autora intensamente religiosa de superventas juveniles. Al contar la historia de la vida de un caballo en forma de autobiografía y describir el mundo desde los ojos del equino, Anna Sewell abrió nuevos caminos literarios.
Nunca se casó ni tuvo hijos. En sus visitas a balnearios europeos, conoció a muchos escritores, artistas, y filántropos. Su único libro fue Azabache, escrito entre 1871 y 1877 en su casa en Old Catton. Durante este periodo de tiempo, su salud fue decayendo, permaneciendo postrada en cama. Su querida madre a menudo tenía que ayudarla con su enfermedad y asistirla con la escritura de su novela. Le vendió la obra a una editorial local, Jarrold & Sons. Sewell murió de hepatitis o de tuberculosis el 25 de abril de 1878, a sólo cinco meses de la publicación de su novela. Fue enterrada el 30 de abril de 1878 en el cementerio cuáquero en Lammas, cerca de Buxton, Norfolk. En Norwich, no muy lejos de su lugar de descanso, existe una placa mural que marca el lugar donde fue sepultada. Su lugar de nacimiento en Church Plain, Great Yarmouth ahora es un museo.

## Introducción a la trama
La obra es narrada en primera persona como una memoria autobiográfica contada por un caballo llamado Azabache (en inglés original, Black Beauty) - desde sus alegres días como potranco en una granja inglesa siguiendo con su difícil vida en Londres tirando cabriolés, hasta su feliz retirada en una casa en la campiña. Durante su camino, se encuentra con muchas dificultades y cuenta muchas historias de crueldad y amabilidad. Cada pequeño capítulo cuenta algún incidente en la vida de Azabache que contiene una lección o moraleja típicamente relacionada con la bondad, con la simpatía, y también sobre el trato a los caballos; con detalladas observaciones y extensas descripciones del comportamiento de los equinos, dando verosimilitud a la novela.

## Otros antecedentes
Aunque considerada una novela para niños, Sewell no escribió la novela para niños. Ella señaló que el propósito de su obra era introducir la benevolencia y la solidaridad, además de fomentar el buen trato de los caballos. Azabache demuestra su preocupación por el bienestar de los equinos, oponiéndose a las crueles prácticas como el uso del látigo, la extirpación de parte de la cola en caballos de caza y las riendas cortas o "engalle" (correas que se usaban para levantar las cabezas de los caballos, costumbre que estaba de moda en la Inglaterra Victoriana, pero que dañaba el cuello de los animales al obligarles a llevar continuamente la cabeza en alto). El libro también contiene dos páginas que hablan acerca de las anteojeras, concluyendo que su uso deriva en accidentes nocturnos al interferir en la vista más aguda en la oscuridad de los equinos.

"No hay religión sin amor, y la gente puede hablar tanto como se le plazca acerca de su religión, pero si no se les enseña a ser igual de amables con los animales, así como lo son con los humanos, es todo un engaño."
Azabache, Capítulo 13, último párrafo.

## Impacto
Tras la publicación, muchos lectores simpatizaron con los caballos victimizados y buscaron reformas para mejorar el bienestar de los equinos. Los activistas por los derechos de los animales repartían ejemplares de la novela a cocheros y trabajadores de los establos. La representación en la obra de los efectos del "engalle" provocó tal indignación, que su uso fue prohibido en Inglaterra y la legislación contra la crueldad animal creció significativamente en el Reino Unido y Estados Unidos. También se han hecho comparaciones entre Azabache y la novela de protesta social más importante de Estados Unidos, La cabaña del tío Tom, de Harriet Beecher Stowe, por el fuerte grado de indignación y acción reivindicativa que ambas novelas desencadenaron en la sociedad decimonónica.